# Hans Jacob Reissner

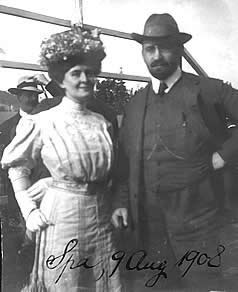
Josefine und Hans Jacob Reissner

Hans Jacob Reissner (* 18. Januar 1874 in Berlin; † 2. Oktober 1967 in Colton (Oregon), USA) war ein deutscher Ingenieur, Mathematiker und Physiker.

## Leben

### Studium und Anfänge
Reissner erlangte nach seiner Schulausbildung in Berlin 1897 den Titel eines Bauingenieurs, nachdem er die Technische Hochschule in Charlottenburg (heute Technische Universität Berlin) mit Erfolg absolviert hatte. Er ging danach für ein Jahr in die USA, um dort als technischer Zeichner zu arbeiten. Nach seiner Rückkehr studierte er zunächst bei Max Planck an der Berliner Universität Physik. 1900 ging er zurück an die Technische Hochschule, um sich 1902 bei Heinrich Müller-Breslau in den Ingenieurwissenschaften mit einer Arbeit über Schwingungen in Fachwerken zu habilitieren. Er wurde Mitarbeiter der Hochschule, arbeitete u. a. aber auch für Ferdinand Graf von Zeppelin und führte dabei Berechnungen für die Strukturen der Luftschiffe durch.

### Zeit an der RWTH Aachen (1906–1912)
1904 bekam er ein Stipendium, um in den USA die Verwendung des Werkstoffes Stahl in der Konstruktion zu studieren, von wo er 1906 zurück nach Deutschland kam, um eine Professur für Mechanik an der Technischen Hochschule in Aachen anzunehmen. Er wandte sich der damals neuen Disziplin der Luftfahrt zu und leitete Grundlagenforschungen ein zu Stabilität und Steuerbarkeit sowie zu Antriebsfragen und richtete das Aerodynamische Institut ein. Seine Arbeiten fasste er in dem richtungweisenden Aufsatz Wissenschaftliche Fragen aus der Flugtechnik zusammen. In dieser Zeit knüpft er Kontakte zu Arnold Sommerfeld. Am 6. Juni 1906 heiratete er Josefine Reichenberger. Das Paar hatte vier Kinder, Max Erich (Eric Reissner), Edgar Wilhelm, Dorothea Gertrud (Thea) und Eva Sabine.
Sein erstes Flugzeug, ein großer Stahlrohrdoppeldecker, führte im April 1909 auf der Branderheide bei Aachen mehrere Flüge von über 100 m Länge in einer Höhe von vier bis sechs Metern aus. Ab dem Herbst baute er einen Eindecker in Entenform, d. h. mit hinten liegendem Tragflügel und vorne, an einem Ausleger, sitzendem Leitwerk, die Reissner Ente, die 1912 flog. Pilot war der Schweizer Robert Gsell. Als Besonderheit verwendete Reissner anstelle der üblichen Stoffbespannung das von seinem Kollegen Hugo Junkers gelieferte Leichtmetall-Wellblech als tragende Fläche. Man kann das Flugzeug somit als erstes Ganzmetallflugzeug betrachten.
Reissners Bemühungen in Aachen um die Entwicklung des Flugsports und der Flugzeugmodelle, die wissenschaftlich-technischen Forschungen im Bereich Flugzeugbau an der Technischen Hochschule, das öffentliche Interesse sowie die notwendige Koordination eines geplanten Langstreckenflugs nach Berlin führten am 12. März 1911 zur Gründung des Aachener Vereins für Luftschifffahrt. Vier wissenschaftliche Vereine, der Aachener Bezirksverband im Verein Deutscher Ingenieure, die Gesellschaft für Erd- und Witterungskunde, die naturwissenschaftliche Vereinigung zu Aachen und der Elektrotechnische Verein sowie 76 Privatpersonen, darunter neben Reissner die Professoren Hugo Junkers, August Hertwig, Georg Frentzen, Wallichs, Peter Polis, Felix Rötscher, der Flugpionier Erich Lochner, der amtierende Oberbürgermeister Philipp Veltman, Behördenvertreter, Stadtverordnete, Offiziere und sogar acht Ehefrauen, darunter die Damen Lochner, Polis, Rötscher, Reissner und Delius, zählten zu den Unterzeichnern der Gründungsurkunde. Mehr als 170 Mitglieder traten dem Verein bei und Reissner wurde in den ersten Vereinsvorstand gewählt.
In Aachen beschäftigte sich Reissner auch mit der Theorie des Erddrucks.

### Zeit an der Technischen Hochschule Berlin (1913–1935)
1913 folgte Reissner einem Ruf an seine alte Technische Hochschule in Berlin, wo er eine Professur für Mathematik erhielt. Der Entwurf seines Landhauses in Berlin-Charlottenburg stammte von dem Architekten Fritz Crzellitzer. Während des Ersten Weltkrieges führte Reissner Strukturberechnungen für die Zeppelin-Staaken Riesenflugzeuge durch und begann mit der Entwicklung von Verstellpropellern. Für seine Arbeiten erhielt er das Eiserne Kreuz 2. Klasse für Nichtsoldaten. Gleichzeitig beschäftigte er sich mit der Relativitätstheorie. Er verfasste 1916 den Aufsatz Über die Eigengravitation des elektrischen Feldes nach der Einsteinschen Theorie, wo er eine Lösung der einsteinschen Feldgleichungen angab, die einem elektrisch geladenen schwarzen Loch entspricht. Eine ähnliche Arbeit wurde 1918 von Gunnar Nordström vorgestellt. Diese sogenannte Reissner-Nordström-Metrik ließ sich aus der Maxwell-Gleichung ableiten und wurde als Grundlage für die Quantengeometrodynamik genutzt. Aufgrund seiner Arbeiten stand Reissner auch in Kontakt mit Erwin Schrödinger.
1929 traf er mit Moritz Straus zusammen, dem Eigentümer sowohl der Argus-Werke als auch von Horch. Als Reissner unter dem NS-Regime 1935 aufgrund seiner jüdischen Herkunft zwangsweise in den Ruhestand versetzt wurde, schloss er einen Beratervertrag mit der Argus Motoren Gesellschaft und konstruierte Verstellluftschrauben, an deren Weiterentwicklung er bereits seit Beginn der 30er Jahre gearbeitet hatte.

### Emigration in die Vereinigten Staaten von Amerika
Als Straus 1938 im Zuge der „Arisierung“ gezwungen wurde, die Argus-Werke abzugeben, emigrierte Reissner in die USA. Dort baute er sich eine zweite Karriere auf und lehrte von 1938 bis 1944 am Illinois Institute of Technology. Anschließend wechselte er an das Polytechnic Institute of Brooklyn, wo er bis zu seiner Pensionierung 1954 tätig war.
Sein Sohn Eric Reissner war Mechanik-Professor am MIT.